# 引張試験

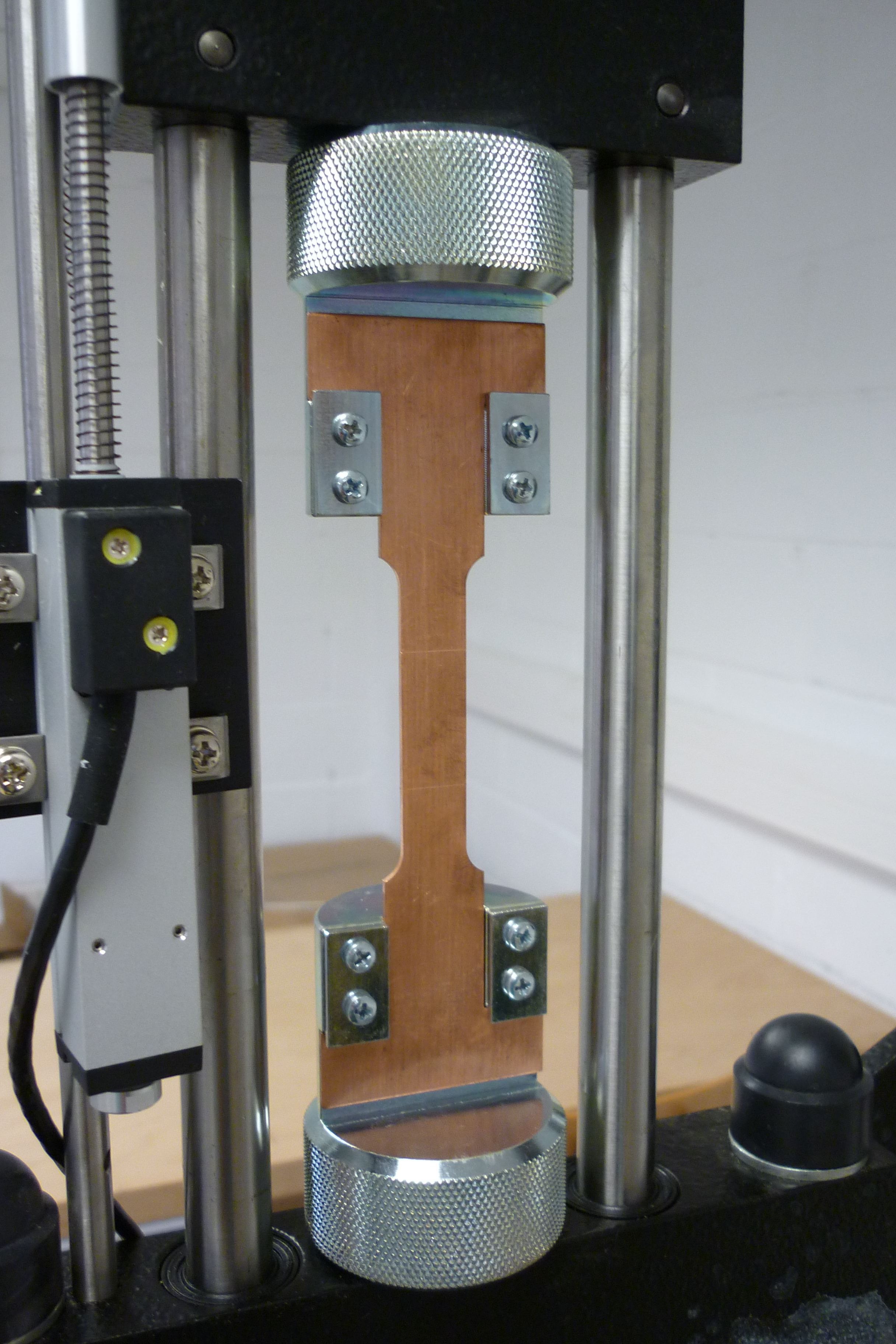
引張試験

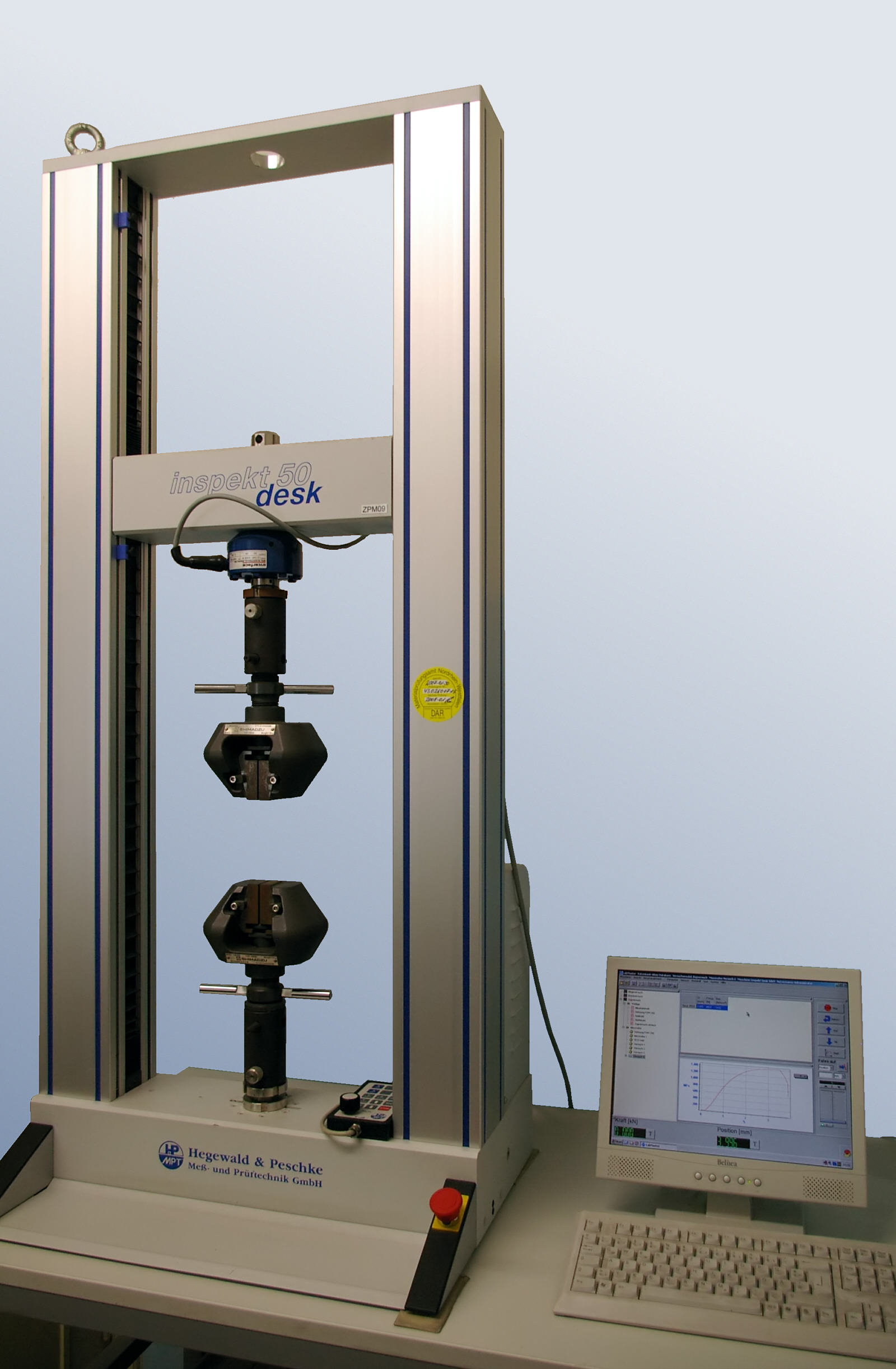
試験機

引張試験（ひっぱりしけん）とは、試料に破断するまで制御された張力をかけ、試料の引張強度、降伏点、伸び、絞りなどの機械的性質を測定する試験である。それらの測定値から、ヤング率、ポアソン比、降伏強さ、加工硬化特性などが算出され、機械製品を設計開発するときの材料の強度計算に使用される。
一軸引張試験は、等方性材料の機械的特性を得るために一般的に用いられ、金属やプラスチックを試料としてよく行われる。しかし岩石を試料とした試験はあまり行われない。
複合材料や織物などの異方性材料の場合、二軸引張試験が必要である。

## 規格
金属
- ASTM E8/E8M-13: "Standard Test Methods for Tension Testing of Metallic Materials" (2013)
- ISO 6892-1: "Metallic materials. Tensile testing. Method of test at ambient temperature" (2009)
- ISO 6892-2: "Metallic materials. Tensile testing. Method of test at elevated temperature" (2011)
- JIS Z2241 金属材料引張試験方法（JIS Z 2201は廃止され、本規格に置き換えられた）

溶接材
- JIS Z3040 溶接施工方法の確認試験方法
- JIS Z3111 溶着金属の引張及び衝撃試験方法
- JIS Z3121 突合せ溶接継手の引張試験方法

その他
- ASTM D638 Standard Test Method for Tensile Properties of Plastics
- ASTM D828 Standard test method for tensile properties of paper and paperboard using constant-rate-of-elongation apparatus
- ASTM D882 Standard test method for tensile properties of thin plastic sheeting
- ISO 37 rubber, vulcanized or thermoplastic—determination of tensile stress–strain properties

関連規格
- JIS B 7721  引張試験機・圧縮試験機−力計測系の校正方法及び検証方法
- JIS B 7741  一軸試験に使用する伸び計の検証方法

## 試験片

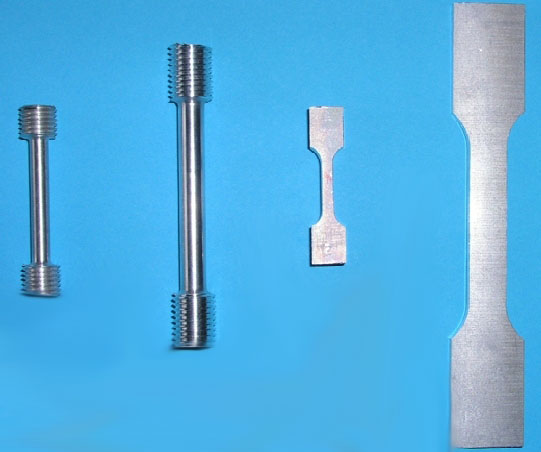
アルミニウム合金製の引張試験片。 左の2つの試験片は、円形の横断面およびねじ切りされた肩部を有する。右の2つは、鋸歯状のグリップを使用するために設計された平らな試験片。

試験片は規格に規定が定められている。基本、保持に利用する肩部が両端にあり、その間は肩部より細くなった一定の太さの平行部がある。
| 肩部の形状と固定方法A:肩部と保持部がねじ切りされている様子B：円筒形の肩部とserrated gripC:butt endの肩部とsplit collarの保持部D:平坦な肩部とserrated gripE:穴が開いた平坦な肩部とピンによって保持される様子      |  | 試験サンプル各部の名称（英語）* 標点距離（gage length）* 平行部（Reduced Section）* 幅（Width）、直径（DIA）    |
| 肩部の形状と固定方法 A:肩部と保持部がねじ切りされている様子 B：円筒形の肩部とserrated grip C:butt endの肩部とsplit collarの保持部 D:平坦な肩部とserrated grip E:穴が開いた平坦な肩部とピンによって保持される様子 |  | 試験サンプル各部の名称（英語） * 標点距離（gage length） * 平行部（Reduced Section） * 幅（Width）、直径（DIA） |

## 試験方法

ひずみ線図、Reh部は上降伏点、ReL部は下降伏点と呼ぶ。Rmまでの伸びを一様伸びという。最大荷重点を過ぎると、試験片の一部にくびれが生じ、変形はこのくびれ部に集中する。くびれの成長とともに荷重は減少し、
やがてくびれ部から破断する。くびれ後の伸びを局所伸びという

(1)事前に試験片の寸法計測を行った後、ひずみゲージを貼り付ける。(2)試験片を試験機に取り付け、伸び計を設置する。(3)試験機に試験条件（原点調整、ストロークレンジ、引張速度など）を入力し、データ収録装置の設定後に測定を開始する。（4）試験片が破断されるまで測定が行われる。

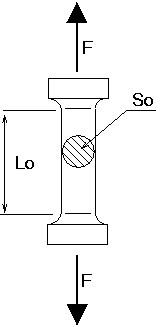
F:張力 Lo：標点距離元の長さ So（Ao）：初期断面積
試料破断のフェーズ： 1）くびれ発生 2）マイクロクラックの形成 3）マイクロクラックの合体 4）破断

それらに結果から、ひずみε（標点距離の伸びた長さを元の標点距離で割った値）や応力σが算出される。
{\displaystyle \varepsilon ={\frac {\Delta L}{L_{0}}}={\frac {L-L_{0}}{L_{0}}}}
{\displaystyle \sigma ={\frac {F}{A}}}